# 페퍼저축은행 AI 페퍼스
광주 페퍼저축은행 AI 페퍼스(Gwangju Pepper Savings Bank AI Peppers)는 2021년에 창단된 대한민국의 여자 배구단이다. 대한민국의 프로배구 리그인 V-리그에 참가하는 7번째 팀으로 광주광역시를 연고지로 하며 서구 풍암동 페퍼스타디움을 홈 구장으로 사용하고 있다.

## 구단 역사
2021년 4월 20일 V 리그 제 7구단으로 창단 승인됨.
2021년 4월 22일 구단의 초대 감독으로 김형실 감독을 선임하였다.
2021년 5월 10일 구단 연고지를 광주광역시로 결정하였다.
2021년 8월 23일 구단명으로 광주 페퍼저축은행 AI 페퍼스로 확정하였다.
2023년 3월 구단의 2번째 감독이자 아헨킴을 정식 감독으로 선임하였다.
2024년 장소연감독을 정식으로 선임하였다.

## 역대 시즌
| 2021-22 | 31  | 3  | 28 | 11 | 21 | 86  | 7 |   |   |   |   |
| 2022-23 | 36  | 5  | 31 | 14 | 35 | 99  | 7 |   |   |   |   |
| 2023-24 | 36  | 5  | 31 | 17 | 39 | 101 | 7 |   |   |   |   |
| 합계    | 103 | 13 | 90 | 42 | 95 | 286 | – | – | – | – | – |